# Diana van der Plaats
Adriana (Diana) van der Plaats (Utrecht, 12 augustus 1971) is een voormalig topzwemster op de vrije slag, die namens Nederland tweemaal deelnam aan de Olympische Spelen: Seoel 1988 en Barcelona 1992.
Haar hoogtepunt beleefde Van der Plaats bij haar olympisch debuut, want in de Zuid-Koreaanse hoofdstad maakte de zwemster van De Dolfijn uit Amsterdam deel uit van de estafetteploeg die de zilveren medaille won op de 4x100 meter vrije slag. Dat wil zeggen: Van der Plaats droeg haar steentje bij als reserve met een split-tijd (met vliegende start) van 55,97. In de finale moest ze haar plaats afstaan aan Conny van Bentum. Op haar twee persoonlijke starts wilde het niet vlotten met Van der Plaats; ze finishte als zestiende op de 50 meter vrije slag (26,80) en als zeventiende op de 200 meter vrije slag (2.03,02).
Vier jaar later in Barcelona kwam Van der Plaats alleen uit op de 200 vrij, en op dat nummer eindigde ze 'slechts' als 26ste (2.05,42). Daarmee deelde ze in de malaise, want het olympisch toernooi aan de voet van de Montjuic ging de boeken in als het dieptepunt uit de geschiedenis van het Nederlandse topzwemmen.